# GNU Multi-Precision Arithmetic Library
GNU Multi-Precision Arithmetic Library (česky knihovna projektu GNU pro výpočty s libovolnou přesností, zkracováno GMP) je svobodná knihovna umožňující výpočty s libovolnou přesností pro celá čísla, racionální čísla i reálná čísla s pohyblivou řádovou čárkou. Jediným praktickým omezením přesnosti je velikost virtuální paměti na počítači, který provádí výpočet (teoretické omezení velikosti operandu je 2³¹ bitů pro dvaatřicetibitové počítače respektive 2³⁷ pro čtyřiašedesátibitové počítače).
Knihovna je primárně psána pro jazyk C, ale existují rozhraní pro mnoho dalších jazyků včetně C++, C Sharpu, Perlu, PHP, Pythonu a Javy.
Knihovna je užívána zejména v oblasti počítačových algebraických systémů a kryptografie.